# U-19-Handball-Europameisterschaft der Frauen 2023
Die 14. U-19-Handball-Europameisterschaft der Frauen wurde vom 6. Juli bis 16. Juli 2023 in Rumänien ausgetragen. Veranstalter war die Europäische Handballföderation (EHF). Ungarn gelang die Titelverteidigung.

## Vorrunde
Die Auslosung der Vorrundengruppen fand im Februar 2023 in Österreich statt. In der Vorrunde spielt jede Mannschaft einer Gruppe einmal gegen jedes andere Team in der gleichen Gruppe. Die jeweils besten zwei Mannschaften jeder Gruppe qualifizierten sich für die Hauptrunde, die Gruppendritten und Gruppenvierten qualifizierten sich für die Zwischenrunde.

### Gruppe A
| Pl. | Land        | Sp. | S | U | N | Tore     | Diff. | Punkte |
| --- | ----------- | --- | - | - | - | -------- | ----- | ------ |
| 1.  | Schweden    | 3   | 3 | 0 | 0 | 096:710  | +25   | 06:00  |
| 2.  | Schweiz     | 3   | 2 | 0 | 1 | 097:920  | +5    | 04:20  |
| 3.  | Niederlande | 3   | 1 | 0 | 2 | 085:850  | ±0    | 02:40  |
| 4.  | Kroatien    | 3   | 0 | 0 | 3 | 072:1020 | −30   | 00:60  |

| 6. Juli 2023 11:45 Uhr | Kroatien               | 16:34        | Schweden                                         | Pitești Arena, Pitești Zuschauer: 100 Schiedsrichter: Marion Kull, Alvar Tint |
| 6. Juli 2023 11:45 Uhr | meiste Tore: Kosovac 5 | (10:15)      | meiste Tore: Smedberg, Mihailovic, Wiksfors je 5 | Pitești Arena, Pitești Zuschauer: 100 Schiedsrichter: Marion Kull, Alvar Tint |
| 6. Juli 2023 11:45 Uhr | Strafen: 1× 6× 1×      | Spielbericht | Strafen: 3×                                      | Pitești Arena, Pitești Zuschauer: 100 Schiedsrichter: Marion Kull, Alvar Tint |

| 6. Juli 2023 14:00 Uhr | Schweiz               | 32:27        | Niederlande           | Pitești Arena, Pitești Zuschauer: 150 Schiedsrichter: Aleksandar Jović, Nedim Arnautović |
| 6. Juli 2023 14:00 Uhr | meiste Tore: Meier 12 | (13:14)      | meiste Tore: Bakker 7 | Pitești Arena, Pitești Zuschauer: 150 Schiedsrichter: Aleksandar Jović, Nedim Arnautović |
| 6. Juli 2023 14:00 Uhr | Strafen: 1× 4×        | Spielbericht | Strafen: 3×           | Pitești Arena, Pitești Zuschauer: 150 Schiedsrichter: Aleksandar Jović, Nedim Arnautović |

| 7. Juli 2023 12:00 Uhr | Niederlande                                          | 34:26        | Kroatien              | Pitești Arena, Pitești Zuschauer: 100 Schiedsrichter: Maryna Duplij, Olena Pobedrina |
| 7. Juli 2023 12:00 Uhr | meiste Tore: Loy, van Maurik, Maarschalkerweerd je 6 | (17:15)      | meiste Tore: Lujić 11 | Pitești Arena, Pitești Zuschauer: 100 Schiedsrichter: Maryna Duplij, Olena Pobedrina |
| 7. Juli 2023 12:00 Uhr | Strafen: 1× 7×                                       | Spielbericht | Strafen: 1× 4×        | Pitești Arena, Pitești Zuschauer: 100 Schiedsrichter: Maryna Duplij, Olena Pobedrina |

| 7. Juli 2023 14:15 Uhr | Schweden              | 35:31        | Schweiz              | Pitești Arena, Pitești Zuschauer: 200 Schiedsrichter: Stefan Ivanović, Marko Vujisić |
| 7. Juli 2023 14:15 Uhr | meiste Tore: Granat 9 | (19:17)      | meiste Tore: Meier 7 | Pitești Arena, Pitești Zuschauer: 200 Schiedsrichter: Stefan Ivanović, Marko Vujisić |
| 7. Juli 2023 14:15 Uhr | Strafen: 5×           | Spielbericht | Strafen: 1× 6×       | Pitești Arena, Pitești Zuschauer: 200 Schiedsrichter: Stefan Ivanović, Marko Vujisić |

| 9. Juli 2023 12:00 Uhr | Kroatien               | 30:34        | Schweiz                    | Pitești Arena, Pitești Zuschauer: 100 Schiedsrichter: Francesco Simone, Pietro Monitillo |
| 9. Juli 2023 12:00 Uhr | meiste Tore: Zrilić 12 | (20:18)      | meiste Tore: Emmenegger 11 | Pitești Arena, Pitești Zuschauer: 100 Schiedsrichter: Francesco Simone, Pietro Monitillo |
| 9. Juli 2023 12:00 Uhr | Strafen: 5×            | Spielbericht | Strafen: 5×                | Pitești Arena, Pitești Zuschauer: 100 Schiedsrichter: Francesco Simone, Pietro Monitillo |

| 9. Juli 2023 14:15 Uhr | Schweden                | 27:24        | Niederlande           | Pitești Arena, Pitești Zuschauer: 400 Schiedsrichter: Dorian Sirbu, Victor Serdiuc |
| 9. Juli 2023 14:15 Uhr | meiste Tore: Wiksfors 7 | (11:12)      | meiste Tore: Bakker 6 | Pitești Arena, Pitești Zuschauer: 400 Schiedsrichter: Dorian Sirbu, Victor Serdiuc |
| 9. Juli 2023 14:15 Uhr | Strafen: 3×             | Spielbericht | Strafen: 2× 6× 1×     | Pitești Arena, Pitești Zuschauer: 400 Schiedsrichter: Dorian Sirbu, Victor Serdiuc |

### Gruppe B
| Pl. | Land        | Sp. | S | U | N | Tore     | Diff. | Punkte |
| --- | ----------- | --- | - | - | - | -------- | ----- | ------ |
| 1.  | Portugal    | 3   | 2 | 0 | 1 | 0106:840 | +22   | 04:20  |
| 2.  | Rumänien    | 3   | 2 | 0 | 1 | 0106:990 | +7    | 04:20  |
| 3.  | Deutschland | 3   | 2 | 0 | 1 | 088:910  | −3    | 04:20  |
| 4.  | Island      | 3   | 0 | 0 | 3 | 090:1160 | −26   | 00:60  |

Bei Punktgleichheit entschied der direkte Vergleich.
| 6. Juli 2023 16:15 Uhr | Deutschland            | 27:26        | Portugal                 | Pitești Arena, Pitești Zuschauer: 200 Schiedsrichter: Dorian Sirbu, Victor Serdiuc |
| 6. Juli 2023 16:15 Uhr | meiste Tore: Petzold 6 | (13:11)      | meiste Tore: Gonçalves 7 | Pitești Arena, Pitești Zuschauer: 200 Schiedsrichter: Dorian Sirbu, Victor Serdiuc |
| 6. Juli 2023 16:15 Uhr | Strafen: 1× 4×         | Spielbericht | Strafen: 1× 4×           | Pitești Arena, Pitești Zuschauer: 200 Schiedsrichter: Dorian Sirbu, Victor Serdiuc |

| 6. Juli 2023 18:45 Uhr | Rumänien                  | 41:33        | Island                       | Pitești Arena, Pitești Zuschauer: 900 Schiedsrichter: Povilas Petrušis, Tomas Barysas |
| 6. Juli 2023 18:45 Uhr | meiste Tore: Lixăndroiu 9 | (22:14)      | meiste Tore: Ágústsdóttir 10 | Pitești Arena, Pitești Zuschauer: 900 Schiedsrichter: Povilas Petrušis, Tomas Barysas |
| 6. Juli 2023 18:45 Uhr | Strafen: 5×               | Spielbericht | Strafen: 1× 5×               | Pitești Arena, Pitești Zuschauer: 900 Schiedsrichter: Povilas Petrušis, Tomas Barysas |

| 7. Juli 2023 16:30 Uhr | Island                       | 30:31        | Deutschland          | Pitești Arena, Pitești Zuschauer: 200 Schiedsrichter: Francesco Simone, Pietro Monitillo |
| 7. Juli 2023 16:30 Uhr | meiste Tore: Þorkelsdóttir 9 | (16:13)      | meiste Tore: Kühne 8 | Pitești Arena, Pitești Zuschauer: 200 Schiedsrichter: Francesco Simone, Pietro Monitillo |
| 7. Juli 2023 16:30 Uhr | Strafen: 1× 8×               | Spielbericht | Strafen: 6×          | Pitești Arena, Pitești Zuschauer: 200 Schiedsrichter: Francesco Simone, Pietro Monitillo |

| 7. Juli 2023 18:45 Uhr | Portugal               | 36:30        | Rumänien                  | Pitești Arena, Pitești Zuschauer: 1000 Schiedsrichter: Aleksandar Jović, Nedim Arnautović |
| 7. Juli 2023 18:45 Uhr | meiste Tore: Rebelo 12 | (17:15)      | meiste Tore: Lixăndroiu 8 | Pitești Arena, Pitești Zuschauer: 1000 Schiedsrichter: Aleksandar Jović, Nedim Arnautović |
| 7. Juli 2023 18:45 Uhr | Strafen: 3×            | Spielbericht | Strafen: 2×               | Pitești Arena, Pitești Zuschauer: 1000 Schiedsrichter: Aleksandar Jović, Nedim Arnautović |

| 9. Juli 2023 16:30 Uhr | Portugal               | 44:27        | Island                       | Pitești Arena, Pitești Zuschauer: 500 Schiedsrichter: Stefan Ivanović, Marko Vujisić |
| 9. Juli 2023 16:30 Uhr | meiste Tore: Rebelo 10 | (22:10)      | meiste Tore: Þorkelsdóttir 6 | Pitești Arena, Pitești Zuschauer: 500 Schiedsrichter: Stefan Ivanović, Marko Vujisić |
| 9. Juli 2023 16:30 Uhr | Strafen: 1× 4×         | Spielbericht | Strafen: 1× 6×               | Pitești Arena, Pitești Zuschauer: 500 Schiedsrichter: Stefan Ivanović, Marko Vujisić |

| 9. Juli 2023 18:45 Uhr | Deutschland               | 30:35        | Rumänien                              | Pitești Arena, Pitești Zuschauer: 1268 Schiedsrichter: Povilas Petrušis, Tomas Barysas |
| 9. Juli 2023 18:45 Uhr | meiste Tore: Pfundstein 6 | (15:18)      | meiste Tore: Lixăndroiu, Boiciuc je 7 | Pitești Arena, Pitești Zuschauer: 1268 Schiedsrichter: Povilas Petrušis, Tomas Barysas |
| 9. Juli 2023 18:45 Uhr | Strafen: 6×               | Spielbericht | Strafen: 1×                           | Pitești Arena, Pitești Zuschauer: 1268 Schiedsrichter: Povilas Petrušis, Tomas Barysas |

### Gruppe C
| Pl. | Land       | Sp. | S | U | N | Tore    | Diff. | Punkte |
| --- | ---------- | --- | - | - | - | ------- | ----- | ------ |
| 1.  | Ungarn     | 3   | 3 | 0 | 0 | 090:750 | +15   | 06:00  |
| 2.  | Frankreich | 3   | 2 | 0 | 1 | 093:760 | +17   | 04:20  |
| 3.  | Norwegen   | 3   | 1 | 0 | 2 | 071:850 | −14   | 02:40  |
| 4.  | Serbien    | 3   | 0 | 0 | 3 | 074:920 | −18   | 00:60  |

| 6. Juli 2023 11:45 Uhr | Ungarn               | 30:29        | Frankreich            | Sala Sporturilor Mioveni, Mioveni Zuschauer: 250 Schiedsrichter: Maryna Duplij, Olena Pobedrina |
| 6. Juli 2023 11:45 Uhr | meiste Tore: Simon 7 | (12:15)      | meiste Tore: Perret 6 | Sala Sporturilor Mioveni, Mioveni Zuschauer: 250 Schiedsrichter: Maryna Duplij, Olena Pobedrina |
| 6. Juli 2023 11:45 Uhr | Strafen: 5×          | Spielbericht | Strafen: 4×           | Sala Sporturilor Mioveni, Mioveni Zuschauer: 250 Schiedsrichter: Maryna Duplij, Olena Pobedrina |

| 6. Juli 2023 14:00 Uhr | Norwegen             | 27:26        | Serbien              | Sala Sporturilor Mioveni, Mioveni Zuschauer: 250 Schiedsrichter: Ioanna Christidi, Ioanna Papamattheou |
| 6. Juli 2023 14:00 Uhr | meiste Tore: Lunde 5 | (11:13)      | meiste Tore: Vasić 9 | Sala Sporturilor Mioveni, Mioveni Zuschauer: 250 Schiedsrichter: Ioanna Christidi, Ioanna Papamattheou |
| 6. Juli 2023 14:00 Uhr | Strafen: 2×          | Spielbericht | Strafen: 3×          | Sala Sporturilor Mioveni, Mioveni Zuschauer: 250 Schiedsrichter: Ioanna Christidi, Ioanna Papamattheou |

| 7. Juli 2023 12:00 Uhr | Serbien               | 26:32        | Ungarn               | Sala Sporturilor Mioveni, Mioveni Schiedsrichter: Radu Iliescu, Doru Manea |
| 7. Juli 2023 12:00 Uhr | meiste Tore: Mandić 9 | (13:17)      | meiste Tore: Simon 7 | Sala Sporturilor Mioveni, Mioveni Schiedsrichter: Radu Iliescu, Doru Manea |
| 7. Juli 2023 12:00 Uhr | Strafen: 1× 4×        | Spielbericht | Strafen: 7×          | Sala Sporturilor Mioveni, Mioveni Schiedsrichter: Radu Iliescu, Doru Manea |

| 7. Juli 2023 14:15 Uhr | Frankreich                  | 31:24        | Norwegen                                     | Sala Sporturilor Mioveni, Mioveni Zuschauer: 230 Schiedsrichter: Marion Kull, Alvar Tint |
| 7. Juli 2023 14:15 Uhr | meiste Tore: Dabo Sissoko 8 | (17:13)      | meiste Tore: Lunde, Grønstad, Rosenberg je 4 | Sala Sporturilor Mioveni, Mioveni Zuschauer: 230 Schiedsrichter: Marion Kull, Alvar Tint |
| 7. Juli 2023 14:15 Uhr | Strafen: 3× 1×              | Spielbericht | Strafen: 1× 3×                               | Sala Sporturilor Mioveni, Mioveni Zuschauer: 230 Schiedsrichter: Marion Kull, Alvar Tint |

| 9. Juli 2023 16:30 Uhr | Ungarn               | 28:20        | Norwegen                 | Sala Sporturilor Mioveni, Mioveni Zuschauer: 259 Schiedsrichter: Aleksandar Jović, Nedim Arnautović |
| 9. Juli 2023 16:30 Uhr | meiste Tore: Simon 6 | (13:8)       | meiste Tore: Hedenstad 4 | Sala Sporturilor Mioveni, Mioveni Zuschauer: 259 Schiedsrichter: Aleksandar Jović, Nedim Arnautović |
| 9. Juli 2023 16:30 Uhr | Strafen: 3×          | Spielbericht | Strafen: 4×              | Sala Sporturilor Mioveni, Mioveni Zuschauer: 259 Schiedsrichter: Aleksandar Jović, Nedim Arnautović |

| 9. Juli 2023 18:45 Uhr | Frankreich                         | 33:22        | Serbien                                    | Sala Sporturilor Mioveni, Mioveni Zuschauer: 150 Schiedsrichter: Maryna Duplij, Olena Pobedrina |
| 9. Juli 2023 18:45 Uhr | meiste Tore: Tuccella, Texier je 5 | (16:12)      | meiste Tore: Fajfrić, Vasić, Aćimović je 5 | Sala Sporturilor Mioveni, Mioveni Zuschauer: 150 Schiedsrichter: Maryna Duplij, Olena Pobedrina |
| 9. Juli 2023 18:45 Uhr | Strafen: 5×                        | Spielbericht | Strafen: 3×                                | Sala Sporturilor Mioveni, Mioveni Zuschauer: 150 Schiedsrichter: Maryna Duplij, Olena Pobedrina |

### Gruppe D
| Pl. | Land           | Sp. | S | U | N | Tore     | Diff. | Punkte |
| --- | -------------- | --- | - | - | - | -------- | ----- | ------ |
| 1.  | Dänemark       | 3   | 2 | 1 | 0 | 0104:820 | +22   | 05:10  |
| 2.  | Montenegro     | 3   | 2 | 1 | 0 | 091:830  | +8    | 05:10  |
| 3.  | Tschechien     | 3   | 1 | 0 | 2 | 080:890  | −9    | 02:40  |
| 4.  | Nordmazedonien | 3   | 0 | 0 | 3 | 080:1010 | −21   | 00:60  |

| 6. Juli 2023 16:15 Uhr | Dänemark                 | 36:26        | Tschechien                     | Sala Sporturilor Mioveni, Mioveni Zuschauer: 270 Schiedsrichter: Radu Iliescu, Doru Manea |
| 6. Juli 2023 16:15 Uhr | meiste Tore: Scaglione 9 | (15:11)      | meiste Tore: Schreibmeierová 7 | Sala Sporturilor Mioveni, Mioveni Zuschauer: 270 Schiedsrichter: Radu Iliescu, Doru Manea |
| 6. Juli 2023 16:15 Uhr | Strafen: 1× 2×           | Spielbericht | Strafen: 1× 2×                 | Sala Sporturilor Mioveni, Mioveni Zuschauer: 270 Schiedsrichter: Radu Iliescu, Doru Manea |

| 6. Juli 2023 18:45 Uhr | Montenegro               | 33:29        | Nordmazedonien                            | Sala Sporturilor Mioveni, Mioveni Zuschauer: 148 Schiedsrichter: Francesco Simone, Pietro Monitillo |
| 6. Juli 2023 18:45 Uhr | meiste Tore: Marković 10 | (19:16)      | meiste Tore: Stefanoska, Jankulovska je 6 | Sala Sporturilor Mioveni, Mioveni Zuschauer: 148 Schiedsrichter: Francesco Simone, Pietro Monitillo |
| 6. Juli 2023 18:45 Uhr | Strafen: 1× 3×           | Spielbericht | Strafen: 6×                               | Sala Sporturilor Mioveni, Mioveni Zuschauer: 148 Schiedsrichter: Francesco Simone, Pietro Monitillo |

| 7. Juli 2023 16:30 Uhr | Nordmazedonien             | 27:39        | Dänemark                  | Sala Sporturilor Mioveni, Mioveni Zuschauer: 200 Schiedsrichter: Dorian Sirbu, Victor Serdiuc |
| 7. Juli 2023 16:30 Uhr | meiste Tore: Mladenovska 7 | (13:18)      | meiste Tore: Scaglione 11 | Sala Sporturilor Mioveni, Mioveni Zuschauer: 200 Schiedsrichter: Dorian Sirbu, Victor Serdiuc |
| 7. Juli 2023 16:30 Uhr | Strafen: 2×                | Spielbericht | Strafen: 2× 3×            | Sala Sporturilor Mioveni, Mioveni Zuschauer: 200 Schiedsrichter: Dorian Sirbu, Victor Serdiuc |

| 7. Juli 2023 18:45 Uhr | Tschechien               | 25:29        | Montenegro              | Sala Sporturilor Mioveni, Mioveni Zuschauer: 250 Schiedsrichter: Povilas Petrušis, Tomas Barysas |
| 7. Juli 2023 18:45 Uhr | meiste Tore: Kubálková 5 | (13:12)      | meiste Tore: Vukčević 8 | Sala Sporturilor Mioveni, Mioveni Zuschauer: 250 Schiedsrichter: Povilas Petrušis, Tomas Barysas |
| 7. Juli 2023 18:45 Uhr | Strafen: 3×              | Spielbericht | Strafen: 3×             | Sala Sporturilor Mioveni, Mioveni Zuschauer: 250 Schiedsrichter: Povilas Petrušis, Tomas Barysas |

| 9. Juli 2023 12:00 Uhr | Dänemark                  | 29:29        | Montenegro                            | Sala Sporturilor Mioveni, Mioveni Zuschauer: 245 Schiedsrichter: Doru Manea, Radu Iliescu |
| 9. Juli 2023 12:00 Uhr | meiste Tore: Scaglione 12 | (15:13)      | meiste Tore: Vukčević, Milošević je 7 | Sala Sporturilor Mioveni, Mioveni Zuschauer: 245 Schiedsrichter: Doru Manea, Radu Iliescu |
| 9. Juli 2023 12:00 Uhr | Strafen: 2× 5×            | Spielbericht | Strafen: 1× 2×                        | Sala Sporturilor Mioveni, Mioveni Zuschauer: 245 Schiedsrichter: Doru Manea, Radu Iliescu |

| 9. Juli 2023 14:15 Uhr | Tschechien                     | 29:24        | Nordmazedonien            | Sala Sporturilor Mioveni, Mioveni Zuschauer: 270 Schiedsrichter: Marion Kull, Alvar Tint |
| 9. Juli 2023 14:15 Uhr | meiste Tore: Schreibmeierová 7 | (12:13)      | meiste Tore: Stefanoska 6 | Sala Sporturilor Mioveni, Mioveni Zuschauer: 270 Schiedsrichter: Marion Kull, Alvar Tint |
| 9. Juli 2023 14:15 Uhr | Strafen: 1× 5×                 | Spielbericht | Strafen: 3×               | Sala Sporturilor Mioveni, Mioveni Zuschauer: 270 Schiedsrichter: Marion Kull, Alvar Tint |

## Hauptrunde
In dieser Runde nahmen die erst- und zweitplatzierten Teams aus der Vorrunde teil. Die Ergebnisse gegen Vorrundengegner wurden mit in die Zwischenrunde genommen.

### Gruppe I
| Pl. | Land     | Sp. | S | U | N | Tore      | Diff. | Punkte |
| --- | -------- | --- | - | - | - | --------- | ----- | ------ |
| 1.  | Portugal | 3   | 3 | 0 | 0 | 0104:780  | +26   | 06:00  |
| 2.  | Rumänien | 3   | 2 | 0 | 1 | 0113:1060 | +7    | 04:20  |
| 3.  | Schweden | 3   | 1 | 0 | 2 | 092:1030  | −11   | 02:40  |
| 4.  | Schweiz  | 3   | 0 | 0 | 3 | 092:1140  | −22   | 00:60  |

| 11. Juli 2023 16:30 Uhr | Portugal                           | 38:25        | Schweiz                                         | Pitești Arena, Pitești Zuschauer: 340 Schiedsrichter: Stefan Ivanović, Marko Vujisić |
| 11. Juli 2023 16:30 Uhr | meiste Tore: Sequeira, Rebelo je 8 | (20:12)      | meiste Tore: Lauper, Emmenegger, Snedkerud je 4 | Pitești Arena, Pitești Zuschauer: 340 Schiedsrichter: Stefan Ivanović, Marko Vujisić |
| 11. Juli 2023 16:30 Uhr | Strafen: 1× 6×                     | Spielbericht | Strafen: 2× 1×                                  | Pitești Arena, Pitești Zuschauer: 340 Schiedsrichter: Stefan Ivanović, Marko Vujisić |

| 11. Juli 2023 18:45 Uhr | Rumänien                | 42:34        | Schweden                  | Pitești Arena, Pitești Zuschauer: 2000 Schiedsrichter: Aleksandar Jović, Nedim Arnautović |
| 11. Juli 2023 18:45 Uhr | meiste Tore: Boiciuc 11 | (19:16)      | meiste Tore: Mihailovic 7 | Pitești Arena, Pitești Zuschauer: 2000 Schiedsrichter: Aleksandar Jović, Nedim Arnautović |
| 11. Juli 2023 18:45 Uhr | Strafen: 2×             | Spielbericht | Strafen: 1× 5×            | Pitești Arena, Pitești Zuschauer: 2000 Schiedsrichter: Aleksandar Jović, Nedim Arnautović |

| 12. Juli 2023 16:30 Uhr | Schweden              | 23:30        | Portugal              | Pitești Arena, Pitești Zuschauer: 300 Schiedsrichter: Dorian Sirbu, Victor Serdiuc |
| 12. Juli 2023 16:30 Uhr | meiste Tore: Wallin 6 | (14:14)      | meiste Tore: Rebelo 7 | Pitești Arena, Pitești Zuschauer: 300 Schiedsrichter: Dorian Sirbu, Victor Serdiuc |
| 12. Juli 2023 16:30 Uhr | Strafen: 1× 3×        | Spielbericht | Strafen: 2×           | Pitești Arena, Pitești Zuschauer: 300 Schiedsrichter: Dorian Sirbu, Victor Serdiuc |

| 12. Juli 2023 18:45 Uhr | Schweiz                   | 36:41        | Rumänien                   | Pitești Arena, Pitești Zuschauer: 2400 Schiedsrichter: Stefan Ivanović, Marko Vujisić |
| 12. Juli 2023 18:45 Uhr | meiste Tore: Emmenegger 9 | (20:21)      | meiste Tore: Lixăndroiu 10 | Pitești Arena, Pitești Zuschauer: 2400 Schiedsrichter: Stefan Ivanović, Marko Vujisić |
| 12. Juli 2023 18:45 Uhr | Strafen: 4×               | Spielbericht | Strafen: 4×                | Pitești Arena, Pitești Zuschauer: 2400 Schiedsrichter: Stefan Ivanović, Marko Vujisić |

### Gruppe II
| Pl. | Land       | Sp. | S | U | N | Tore    | Diff. | Punkte |
| --- | ---------- | --- | - | - | - | ------- | ----- | ------ |
| 1.  | Ungarn     | 3   | 3 | 0 | 0 | 099:770 | +22   | 06:00  |
| 2.  | Dänemark   | 3   | 1 | 1 | 1 | 082:990 | −17   | 03:30  |
| 3.  | Frankreich | 3   | 1 | 0 | 2 | 091:910 | ±0    | 02:40  |
| 3.  | Montenegro | 3   | 0 | 1 | 2 | 085:900 | −5    | 01:50  |

| 11. Juli 2023 16:30 Uhr | Montenegro              | 25:28        | Ungarn                       | Sala Sporturilor Mioveni, Mioveni Zuschauer: 250 Schiedsrichter: Dorian Sirbu, Victor Serdiuc |
| 11. Juli 2023 16:30 Uhr | meiste Tore: Marković 7 | (13:14)      | meiste Tore: Csernyánszki 10 | Sala Sporturilor Mioveni, Mioveni Zuschauer: 250 Schiedsrichter: Dorian Sirbu, Victor Serdiuc |
| 11. Juli 2023 16:30 Uhr | Strafen: 1× 5×          | Spielbericht | Strafen: 1× 4×               | Sala Sporturilor Mioveni, Mioveni Zuschauer: 250 Schiedsrichter: Dorian Sirbu, Victor Serdiuc |

| 11. Juli 2023 18:45 Uhr | Dänemark                  | 30:29        | Frankreich              | Sala Sporturilor Mioveni, Mioveni Zuschauer: 250 Schiedsrichter: Povilas Petrušis, Tomas Barysas |
| 11. Juli 2023 18:45 Uhr | meiste Tore: Scaglione 11 | (10:15)      | meiste Tore: E. Borg 12 | Sala Sporturilor Mioveni, Mioveni Zuschauer: 250 Schiedsrichter: Povilas Petrušis, Tomas Barysas |
| 11. Juli 2023 18:45 Uhr | Strafen: 4×               | Spielbericht | Strafen: 1× 4×          | Sala Sporturilor Mioveni, Mioveni Zuschauer: 250 Schiedsrichter: Povilas Petrušis, Tomas Barysas |

| 12. Juli 2023 16:30 Uhr | Frankreich                  | 33:31        | Montenegro              | Sala Sporturilor Mioveni, Mioveni Zuschauer: 230 Schiedsrichter: Francesco Simone, Pietro Monitillo |
| 12. Juli 2023 16:30 Uhr | meiste Tore: Dabo Sissoko 9 | (19:14)      | meiste Tore: Vukčević 9 | Sala Sporturilor Mioveni, Mioveni Zuschauer: 230 Schiedsrichter: Francesco Simone, Pietro Monitillo |
| 12. Juli 2023 16:30 Uhr | Strafen: 4×                 | Spielbericht | Strafen: 4×             | Sala Sporturilor Mioveni, Mioveni Zuschauer: 230 Schiedsrichter: Francesco Simone, Pietro Monitillo |

| 12. Juli 2023 18:45 Uhr | Ungarn                | 41:23        | Dänemark                          | Sala Sporturilor Mioveni, Mioveni Zuschauer: 150 Schiedsrichter: Aleksandar Jović, Nedim Arnautović |
| 12. Juli 2023 18:45 Uhr | meiste Tore: Csíkos 6 | (23:13)      | meiste Tore: Bang, Scaglione je 5 | Sala Sporturilor Mioveni, Mioveni Zuschauer: 150 Schiedsrichter: Aleksandar Jović, Nedim Arnautović |
| 12. Juli 2023 18:45 Uhr | Strafen: 5×           | Spielbericht | Strafen: 4×                       | Sala Sporturilor Mioveni, Mioveni Zuschauer: 150 Schiedsrichter: Aleksandar Jović, Nedim Arnautović |

## Finalrunde

### Übersicht
|  | Halbfinale | Halbfinale | Halbfinale |  |          | Finale           | Finale           | Finale           |
|  |            |            |            |  |          |                  |                  |                  |
|  |            |            |            |  |          |                  |                  |                  |
|  |            | Portugal   | 35         |  |          |                  |                  |                  |
|  |            | Dänemark   | 38         |  |          |                  |                  |                  |
|  |            |            |            |  | Dänemark | 26               |                  |                  |
|  |            |            |            |  |          | Ungarn           | 35               |                  |
|  |            | Ungarn     | 34         |  |          |                  |                  |                  |
|  |            | Rumänien   | 26         |  |          | Spiel um Platz 3 | Spiel um Platz 3 | Spiel um Platz 3 |
|  |            |            |            |  |          |                  | Portugal         | 32               |
|  |            | Rumänien   | 39         |  |          |                  |                  |                  |
|  |            |            |            |  |          |                  |                  |                  |

### Halbfinale
| 14. Juli 2023 16:30 Uhr | Portugal               | 35:38 n. V.      | Dänemark                 | Pitești Arena, Pitești Zuschauer: 800 Schiedsrichter: Povilas Petrušis, Tomas Barysas |
| 14. Juli 2023 16:30 Uhr | meiste Tore: Rebelo 14 | (19:16), (31:31) | meiste Tore: Scaglione 9 | Pitești Arena, Pitești Zuschauer: 800 Schiedsrichter: Povilas Petrušis, Tomas Barysas |
| 14. Juli 2023 16:30 Uhr | Strafen: 1× 3×         | Spielbericht     | Strafen: 1× 2×           | Pitești Arena, Pitești Zuschauer: 800 Schiedsrichter: Povilas Petrušis, Tomas Barysas |

| 14. Juli 2023 18:45 Uhr | Ungarn                          | 34:26        | Rumänien               | Pitești Arena, Pitești Zuschauer: 3500 Schiedsrichter: Aleksandar Jović, Nedim Arnautović |
| 14. Juli 2023 18:45 Uhr | meiste Tore: Csíkos, Simon je 7 | (18:16)      | meiste Tore: Boiciuc 9 | Pitești Arena, Pitești Zuschauer: 3500 Schiedsrichter: Aleksandar Jović, Nedim Arnautović |
| 14. Juli 2023 18:45 Uhr | Strafen: 6×                     | Spielbericht | Strafen: 4×            | Pitești Arena, Pitești Zuschauer: 3500 Schiedsrichter: Aleksandar Jović, Nedim Arnautović |

### Spiel um Platz 3
| 16. Juli 2023 16:30 Uhr | Portugal                | 32:39        | Rumänien                              | Pitești Arena, Pitești Zuschauer: 2210 Schiedsrichter: Stefan Ivanović, Marko Vujisić |
| 16. Juli 2023 16:30 Uhr | meiste Tore: Sequeira 8 | (13:18)      | meiste Tore: Boiciuc, Lixăndroiu je 8 | Pitești Arena, Pitești Zuschauer: 2210 Schiedsrichter: Stefan Ivanović, Marko Vujisić |
| 16. Juli 2023 16:30 Uhr | Strafen: 2× 7×          | Spielbericht | Strafen: 6×                           | Pitești Arena, Pitești Zuschauer: 2210 Schiedsrichter: Stefan Ivanović, Marko Vujisić |

### Finale
| 16. Juli 2023 18:45 Uhr | Dänemark                  | 26:35        | Ungarn                | Pitești Arena, Pitești Zuschauer: 2500 Schiedsrichter: Aleksandar Jović, Nedim Arnautović |
| 16. Juli 2023 18:45 Uhr | meiste Tore: Scaglione 11 | (17:14)      | meiste Tore: Varga 11 | Pitești Arena, Pitești Zuschauer: 2500 Schiedsrichter: Aleksandar Jović, Nedim Arnautović |
| 16. Juli 2023 18:45 Uhr | Strafen: 2× 3×            | Spielbericht | Strafen: 2× 3×        | Pitești Arena, Pitești Zuschauer: 2500 Schiedsrichter: Aleksandar Jović, Nedim Arnautović |

## Zwischenrunde
In dieser Runde nahmen die dritt- und viertplatzierten Teams aus der Vorrunde teil. Die Ergebnisse gegen Vorrundengegner wurden mit in die Zwischenrunde genommen.

### Gruppe III
| Pl. | Land        | Sp. | S | U | N | Tore     | Diff. | Punkte |
| --- | ----------- | --- | - | - | - | -------- | ----- | ------ |
| 1.  | Deutschland | 3   | 3 | 0 | 0 | 094:760  | +18   | 06:00  |
| 2.  | Niederlande | 3   | 2 | 0 | 1 | 091:810  | +10   | 04:20  |
| 3.  | Island      | 3   | 1 | 0 | 2 | 091:890  | +2    | 02:40  |
| 4.  | Kroatien    | 3   | 0 | 0 | 3 | 073:1030 | −30   | 00:60  |

| 11. Juli 2023 12:00 Uhr | Island                      | 26:32        | Niederlande        | Pitești Arena, Pitești Zuschauer: 243 Schiedsrichter: Maryna Duplij, Olena Pobedrina |
| 11. Juli 2023 12:00 Uhr | meiste Tore: Ágústsdóttir 7 | (12:16)      | meiste Tore: Loy 8 | Pitești Arena, Pitești Zuschauer: 243 Schiedsrichter: Maryna Duplij, Olena Pobedrina |
| 11. Juli 2023 12:00 Uhr | Strafen: 1× 6×              | Spielbericht | Strafen: 1× 7×     | Pitești Arena, Pitești Zuschauer: 243 Schiedsrichter: Maryna Duplij, Olena Pobedrina |

| 11. Juli 2023 14:15 Uhr | Deutschland           | 34:21        | Kroatien               | Pitești Arena, Pitești Zuschauer: 200 Schiedsrichter: Marion Kull, Alvar Tint |
| 11. Juli 2023 14:15 Uhr | meiste Tore: Däuble 6 | (10:12)      | meiste Tore: Kosovac 7 | Pitești Arena, Pitești Zuschauer: 200 Schiedsrichter: Marion Kull, Alvar Tint |
| 11. Juli 2023 14:15 Uhr | Strafen: 2×           | Spielbericht | Strafen: 6×            | Pitești Arena, Pitești Zuschauer: 200 Schiedsrichter: Marion Kull, Alvar Tint |

| 12. Juli 2023 12:00 Uhr | Kroatien             | 26:35        | Island                        | Pitești Arena, Pitești Zuschauer: 125 Schiedsrichter: Ioanna Christidi, Ioanna Papamattheou |
| 12. Juli 2023 12:00 Uhr | meiste Tore: Perić 8 | (14:18)      | meiste Tore: Ásmundsdóttir 10 | Pitești Arena, Pitești Zuschauer: 125 Schiedsrichter: Ioanna Christidi, Ioanna Papamattheou |
| 12. Juli 2023 12:00 Uhr | Strafen: 1× 7× 1×    | Spielbericht | Strafen: 2×                   | Pitești Arena, Pitești Zuschauer: 125 Schiedsrichter: Ioanna Christidi, Ioanna Papamattheou |

| 12. Juli 2023 14:15 Uhr | Niederlande            | 25:29        | Deutschland             | Pitești Arena, Pitești Zuschauer: 250 Schiedsrichter: Radu Iliescu, Doru Manea |
| 12. Juli 2023 14:15 Uhr | meiste Tore: Luchies 7 | (13:16)      | meiste Tore: Terfloth 7 | Pitești Arena, Pitești Zuschauer: 250 Schiedsrichter: Radu Iliescu, Doru Manea |
| 12. Juli 2023 14:15 Uhr | Strafen: 5×            | Spielbericht | Strafen: 1× 2×          | Pitești Arena, Pitești Zuschauer: 250 Schiedsrichter: Radu Iliescu, Doru Manea |

### Gruppe IV
| Pl. | Land           | Sp. | S | U | N | Tore    | Diff. | Punkte |
| --- | -------------- | --- | - | - | - | ------- | ----- | ------ |
| 1.  | Tschechien     | 3   | 2 | 1 | 0 | 079:660 | +13   | 05:10  |
| 2.  | Norwegen       | 3   | 2 | 0 | 1 | 079:800 | −1    | 04:20  |
| 3.  | Serbien        | 3   | 1 | 1 | 1 | 075:650 | +10   | 03:30  |
| 4.  | Nordmazedonien | 3   | 0 | 0 | 3 | 066:880 | −22   | 00:60  |

| 11. Juli 2023 12:00 Uhr | Nordmazedonien             | 23:29        | Norwegen                | Sala Sporturilor Mioveni, Mioveni Zuschauer: 180 Schiedsrichter: Radu Iliescu, Doru Manea |
| 11. Juli 2023 12:00 Uhr | meiste Tore: Jankulovska 9 | (11:9)       | meiste Tore: Grønstad 6 | Sala Sporturilor Mioveni, Mioveni Zuschauer: 180 Schiedsrichter: Radu Iliescu, Doru Manea |
| 11. Juli 2023 12:00 Uhr | Strafen: 1× 4×             | Spielbericht | Strafen: 1× 4×          | Sala Sporturilor Mioveni, Mioveni Zuschauer: 180 Schiedsrichter: Radu Iliescu, Doru Manea |

| 11. Juli 2023 14:15 Uhr | Tschechien             | 19:19        | Serbien                | Sala Sporturilor Mioveni, Mioveni Zuschauer: 200 Schiedsrichter: Francesco Simone, Pietro Monitillo |
| 11. Juli 2023 14:15 Uhr | meiste Tore: Vávrová 8 | (8:14)       | meiste Tore: Fajfrić 5 | Sala Sporturilor Mioveni, Mioveni Zuschauer: 200 Schiedsrichter: Francesco Simone, Pietro Monitillo |
| 11. Juli 2023 14:15 Uhr | Strafen: 1× 4×         | Spielbericht | Strafen: 5× 1×         | Sala Sporturilor Mioveni, Mioveni Zuschauer: 200 Schiedsrichter: Francesco Simone, Pietro Monitillo |

| 12. Juli 2023 12:00 Uhr | Serbien                   | 30:19        | Nordmazedonien            | Sala Sporturilor Mioveni, Mioveni Zuschauer: 200 Schiedsrichter: Povilas Petrušis, Tomas Barysas |
| 12. Juli 2023 12:00 Uhr | meiste Tore: Todorovski 8 | (14:8)       | meiste Tore: Nestoroska 5 | Sala Sporturilor Mioveni, Mioveni Zuschauer: 200 Schiedsrichter: Povilas Petrušis, Tomas Barysas |
| 12. Juli 2023 12:00 Uhr | Strafen: 4×               | Spielbericht | Strafen: 5×               | Sala Sporturilor Mioveni, Mioveni Zuschauer: 200 Schiedsrichter: Povilas Petrušis, Tomas Barysas |

| 12. Juli 2023 14:15 Uhr | Norwegen                 | 23:31        | Tschechien             | Sala Sporturilor Mioveni, Mioveni Zuschauer: 157 Schiedsrichter: Marion Kull, Alvar Tint |
| 12. Juli 2023 14:15 Uhr | meiste Tore: Hedenstad 6 | (8:18)       | meiste Tore: Vávrová 9 | Sala Sporturilor Mioveni, Mioveni Zuschauer: 157 Schiedsrichter: Marion Kull, Alvar Tint |
| 12. Juli 2023 14:15 Uhr | Strafen: 7× 1×           | Spielbericht | Strafen: 3×            | Sala Sporturilor Mioveni, Mioveni Zuschauer: 157 Schiedsrichter: Marion Kull, Alvar Tint |

## Platzierungsspiele

### Playoff um Platz 13–16
| 14. Juli 2023 12:00 Uhr | Island                       | 35:29        | Nordmazedonien         | Sala Sporturilor Mioveni, Mioveni Zuschauer: 150 Schiedsrichter: Francesco Simone, Pietro Monitillo |
| 14. Juli 2023 12:00 Uhr | meiste Tore: Ágústsdóttir 11 | (20:15)      | meiste Tore: Trpeska 6 | Sala Sporturilor Mioveni, Mioveni Zuschauer: 150 Schiedsrichter: Francesco Simone, Pietro Monitillo |
| 14. Juli 2023 12:00 Uhr | Strafen: 1× 6×               | Spielbericht | Strafen: 7×            | Sala Sporturilor Mioveni, Mioveni Zuschauer: 150 Schiedsrichter: Francesco Simone, Pietro Monitillo |

| 14. Juli 2023 14:15 Uhr | Serbien               | 31:26        | Kroatien             | Sala Sporturilor Mioveni, Mioveni Zuschauer: 160 Schiedsrichter: Dorian Sirbu, Victor Serdiuc |
| 14. Juli 2023 14:15 Uhr | meiste Tore: Mandić 7 | (11:12)      | meiste Tore: Pleša 9 | Sala Sporturilor Mioveni, Mioveni Zuschauer: 160 Schiedsrichter: Dorian Sirbu, Victor Serdiuc |
| 14. Juli 2023 14:15 Uhr | Strafen: 5× 1×        | Spielbericht | Strafen: 5×          | Sala Sporturilor Mioveni, Mioveni Zuschauer: 160 Schiedsrichter: Dorian Sirbu, Victor Serdiuc |

#### Spiel um Platz 15
| 15. Juli 2023 12:00 Uhr | Nordmazedonien         | 31:26        | Kroatien                             | Sala Sporturilor Mioveni, Mioveni Zuschauer: 125 Schiedsrichter: Maryna Duplij, Olena Pobedrina |
| 15. Juli 2023 12:00 Uhr | meiste Tore: Rizoska 9 | (18:8)       | meiste Tore: Zrilić, Gavrilović je 7 | Sala Sporturilor Mioveni, Mioveni Zuschauer: 125 Schiedsrichter: Maryna Duplij, Olena Pobedrina |
| 15. Juli 2023 12:00 Uhr | Strafen: 7× 1×         | Spielbericht | Strafen: 1× 6×                       | Sala Sporturilor Mioveni, Mioveni Zuschauer: 125 Schiedsrichter: Maryna Duplij, Olena Pobedrina |

#### Spiel um Platz 13
| 15. Juli 2023 14:15 Uhr | Island                      | 33:22        | Serbien                         | Sala Sporturilor Mioveni, Mioveni Zuschauer: 80 Schiedsrichter: Povilas Petrušis, Tomas Barysas |
| 15. Juli 2023 14:15 Uhr | meiste Tore: Ágústsdóttir 9 | (16:10)      | meiste Tore: Mandić, Vasić je 7 | Sala Sporturilor Mioveni, Mioveni Zuschauer: 80 Schiedsrichter: Povilas Petrušis, Tomas Barysas |
| 15. Juli 2023 14:15 Uhr | Strafen: 1× 6×              | Spielbericht | Strafen: 5×                     | Sala Sporturilor Mioveni, Mioveni Zuschauer: 80 Schiedsrichter: Povilas Petrušis, Tomas Barysas |

### Playoff um Platz 9–12
| 14. Juli 2023 16:30 Uhr | Deutschland            | 23:24        | Norwegen                 | Sala Sporturilor Mioveni, Mioveni Zuschauer: 200 Schiedsrichter: Ioanna Christidi, Ioanna Papamattheou |
| 14. Juli 2023 16:30 Uhr | meiste Tore: Gaubatz 6 | (11:10)      | meiste Tore: Hedenstad 5 | Sala Sporturilor Mioveni, Mioveni Zuschauer: 200 Schiedsrichter: Ioanna Christidi, Ioanna Papamattheou |
| 14. Juli 2023 16:30 Uhr | Strafen: 2×            | Spielbericht | Strafen: 1×              | Sala Sporturilor Mioveni, Mioveni Zuschauer: 200 Schiedsrichter: Ioanna Christidi, Ioanna Papamattheou |

| 14. Juli 2023 18:45 Uhr | Tschechien                            | 21:28        | Niederlande                         | Sala Sporturilor Mioveni, Mioveni Zuschauer: 122 Schiedsrichter: Maryna Duplij, Olena Pobedrina |
| 14. Juli 2023 18:45 Uhr | meiste Tore: Gabrhelová, Vávrová je 4 | (10:17)      | meiste Tore: Bakker, van Vliet je 6 | Sala Sporturilor Mioveni, Mioveni Zuschauer: 122 Schiedsrichter: Maryna Duplij, Olena Pobedrina |
| 14. Juli 2023 18:45 Uhr | Strafen: 2× 4×                        | Spielbericht | Strafen: 1× 6×                      | Sala Sporturilor Mioveni, Mioveni Zuschauer: 122 Schiedsrichter: Maryna Duplij, Olena Pobedrina |

#### Spiel um Platz 11
| 15. Juli 2023 16:30 Uhr | Deutschland           | 36:22        | Tschechien                     | Sala Sporturilor Mioveni, Mioveni Zuschauer: 150 Schiedsrichter: Marion Kull, Alvar Tint |
| 15. Juli 2023 16:30 Uhr | meiste Tore: Wipper 8 | (14:11)      | meiste Tore: Schreibmeierová 5 | Sala Sporturilor Mioveni, Mioveni Zuschauer: 150 Schiedsrichter: Marion Kull, Alvar Tint |
| 15. Juli 2023 16:30 Uhr | Strafen: 1× 7× 1×     | Spielbericht | Strafen: 6×                    | Sala Sporturilor Mioveni, Mioveni Zuschauer: 150 Schiedsrichter: Marion Kull, Alvar Tint |

#### Spiel um Platz 9
| 15. Juli 2023 18:45 Uhr | Norwegen             | 13:27        | Niederlande                | Sala Sporturilor Mioveni, Mioveni Zuschauer: 100 Schiedsrichter: Dorian Sirbu, Victor Serdiuc |
| 15. Juli 2023 18:45 Uhr | meiste Tore: Spone 4 | (5:14)       | meiste Tore: van Maurik 10 | Sala Sporturilor Mioveni, Mioveni Zuschauer: 100 Schiedsrichter: Dorian Sirbu, Victor Serdiuc |
| 15. Juli 2023 18:45 Uhr | Strafen: 3×          | Spielbericht | Strafen: 4× 2× 1×          | Sala Sporturilor Mioveni, Mioveni Zuschauer: 100 Schiedsrichter: Dorian Sirbu, Victor Serdiuc |

### Playoff um Platz 5–8
| 14. Juli 2023 12:00 Uhr | Schweden                  | 30:28        | Montenegro                                         | Pitești Arena, Pitești Zuschauer: 150 Schiedsrichter: Radu Iliescu, Doru Manea |
| 14. Juli 2023 12:00 Uhr | meiste Tore: Mihailovic 6 | (16:14)      | meiste Tore: Vujadinović, Vukčević, Milošević je 6 | Pitești Arena, Pitești Zuschauer: 150 Schiedsrichter: Radu Iliescu, Doru Manea |
| 14. Juli 2023 12:00 Uhr | Strafen: 4×               | Spielbericht | Strafen: 3×                                        | Pitești Arena, Pitești Zuschauer: 150 Schiedsrichter: Radu Iliescu, Doru Manea |

| 14. Juli 2023 14:15 Uhr | Frankreich                       | 38:29        | Schweiz              | Pitești Arena, Pitești Zuschauer: 100 Schiedsrichter: Marion Kull, Alvar Tint |
| 14. Juli 2023 14:15 Uhr | meiste Tore: Texier, Perret je 6 | (17:16)      | meiste Tore: Meier 8 | Pitești Arena, Pitești Zuschauer: 100 Schiedsrichter: Marion Kull, Alvar Tint |
| 14. Juli 2023 14:15 Uhr | Strafen: 1× 5×                   | Spielbericht | Strafen: 1× 6×       | Pitești Arena, Pitești Zuschauer: 100 Schiedsrichter: Marion Kull, Alvar Tint |

#### Spiel um Platz 7
| 16. Juli 2023 12:00 Uhr | Montenegro              | 32:37        | Schweiz              | Pitești Arena, Pitești Zuschauer: 150 Schiedsrichter: Maryna Duplij, Olena Pobedrina |
| 16. Juli 2023 12:00 Uhr | meiste Tore: Marković 9 | (16:18)      | meiste Tore: Riner 8 | Pitești Arena, Pitești Zuschauer: 150 Schiedsrichter: Maryna Duplij, Olena Pobedrina |
| 16. Juli 2023 12:00 Uhr | Strafen: 1× 4×          | Spielbericht | Strafen: 2× 5×       | Pitești Arena, Pitești Zuschauer: 150 Schiedsrichter: Maryna Duplij, Olena Pobedrina |

#### Spiel um Platz 5
| 16. Juli 2023 14:15 Uhr | Schweden                                     | 29:25        | Frankreich            | Pitești Arena, Pitești Zuschauer: 800 Schiedsrichter: Dorian Sirbu, Victor Serdiuc |
| 16. Juli 2023 14:15 Uhr | meiste Tore: Landberg, Wiksfors, Wallin je 5 | (15:9)       | meiste Tore: Texier 6 | Pitești Arena, Pitești Zuschauer: 800 Schiedsrichter: Dorian Sirbu, Victor Serdiuc |
| 16. Juli 2023 14:15 Uhr |                                              | Spielbericht | Strafen: 1×           | Pitești Arena, Pitești Zuschauer: 800 Schiedsrichter: Dorian Sirbu, Victor Serdiuc |

## Abschlussplatzierungen
| Rang   | Team           |
| ------ | -------------- |
| Gold   | Ungarn         |
| Silber | Dänemark       |
| Bronze | Rumänien       |
| 4.     | Portugal       |
| 5.     | Schweden       |
| 6.     | Frankreich     |
| 7.     | Schweiz        |
| 8.     | Montenegro     |
| 9.     | Niederlande    |
| 10.    | Norwegen       |
| 11.    | Deutschland    |
| 12.    | Tschechien     |
| 13.    | Island         |
| 14.    | Serbien        |
| 15.    | Nordmazedonien |
| 16.    | Kroatien       |

## Torschützenliste
| Platz | Spieler            | Team       | Tore |
| ----- | ------------------ | ---------- | ---- |
| 1.    | Julie Scaglione    | Dänemark   | 68   |
| 2.    | Luciana Rebelo     | Portugal   | 62   |
| 3.    | Alisia Boiciuc     | Rumänien   | 53   |
| 4.    | Diana Lixăndroiu   | Rumänien   | 51   |
| 5.    | Lilja Ágústsdóttir | Island     | 48   |
| 6.    | Jelena Vukčević    | Montenegro | 47   |
| 7.    | Tamara Mandić      | Serbien    | 43   |
| 7.    | Iva Zrilić         | Kroatien   | 43   |
| 7.    | Petra Simon        | Ungarn     | 43   |
| 7.    | Mia Emmenegger     | Schweiz    | 43   |

## All-Star-Team
| Mathilde Vestergaard |                 | Andrea Brajović |                | Mihaela Mihai |
|                      | Julie Scaglione |                 | Luciana Rebelo |               |
|                      |                 | Petra Simon     |                |               |
|                      |                 | Klára Zaj       |                |               |

Beste Abwehrspielerin: Fatou Karamoko 